# Henri Frankfort
Henri Frankfort (Amsterdam, 24 febbraio 1897 – Londra, 17 luglio 1954) è stato un archeologo ed egittologo olandese.

## Biografia
Henri Frankfort studiò storia, archeologia e arabo. Nel 1922 prese parte a degli scavi archeologici in Egitto. Tra il 1922 e 1924/25 fece un viaggio nei Balcani e nel Vicino oriente. Tra il 1925 e il 1929 condusse degli scavi ad Amarna, Abido e Armant. Tra il 1929 e il 1937 diresse l'Oriental Institute dell'Università di Chicago in Mesopotamia e diresse gli importanti scavi nella regione della Diyāla (medio Tigri) a Tell Asmar, Khafagia, Ishchali e Tell Aghrab. In seguito divenne direttore del Warburg Institute dell'Università di Londra.

## Opere
- Kingship and the Gods, Chicago 1948
- Frühlicht des Geistes. Wandlungen des Weltbildes im alten Orient (con Peter Dülberg), Kohlhammer, Stuttgart 1954
- The art and architecture of the ancient orient. Penguin Books, 1954 (successive ristampe).
- Alter Orient - Mythos und Wirklichkeit, Kohlhammer, Stuttgart - Berlin - Köln - Mainz, 2. Aufl. 1981 ISBN 3-17-007220-X